# زبان ژاپنی باستان
زبان ژاپنی باستان مرحله کهن زبان ژاپنی است که از نیاژاپنی ریشه گرفت و سرانجام به ژاپنی میانه نخستین تبدیل شد. مرحله کهن به دوره نارا و پیش از آن گفته می‌شود.